# 源崎トモエ
源崎 トモエ（げんざき ともえ、1990年11月19日 - ）は、東京都出身の女性ファッションモデル、女優である。エイジアプロモーションを経て現在はホリプロ系列のモデルエージェンシー「ブース」所属。

## 略歴
ホリプロスカウトキャラバンでの応募が芸能界入りのきっかけ。ただし、スカウトキャラバンでの入賞経歴は無し。
2005年、『女優開発プロジェクト ××プロ』（BS朝日、テレビ朝日）に出演。実質上の（テレビ）デビューとなる。当時の芸名は源崎 知枝。
2006年、この年に公開された『銀河鉄道の夜 I carry a ticket of eternity』では谷村美月と共演。
2008年、JJモデルデビューへの切符となる神コレモデルオーディション2008に出場し、グランプリを獲得。その後は「2009年東レキャンペーンガール」にも選ばれ、ファッションモデルとして活動している。
2011年11月、「2012年サッポロビールイメージガール」に就任。

## 人物
- 都内の実家で両親と6歳上の姉と同居している。また両親も背が高い（父が177cm、母が167cm）[5]。
- 実家には愛犬がいる（♀）。愛犬の名称の由来はナタ・デ・ココから[6]。
- 料理が得意（特に和食、中華）[7]。稀に自身が作った料理をブログ上で披露することもある。実際、2010年の（愛犬の）誕生日には本人がケーキを作って祝ってる[8]。
- スポーツは中学時代の3年間、バレーボールをしていた[9]。
- 2012年12月には普通自動車運転免許を取得した[10]。
- 交友関係では、太陽と海の教室で共演して以来、彩木里紗と大の仲良しであり、お互いの誕生日会を開くほどである。このことは本人のブログでも紹介されている。

## 出演

### テレビドラマ
- 太陽と海の教室（2008年7月 - 9月、フジテレビ） - 片瀬みずほ役
- ウォーキン☆バタフライ 第2話（2008年7月、テレビ東京）
- ヴォイス〜命なき者の声〜 第2話 - 最終話（2009年1月 - 3月、フジテレビ） - オープニングタイトルバック
- 東京DOGS 第4話（2009年11月、フジテレビ）
- 文学処女　第3話　(2018年9月-10月)

### バラエティ
- 女優開発プロジェクト ××プロ（2005年10月2日 - 2006年3月12日、BS朝日） - ※テレビ朝日でも並行してダイジェスト版を放送
- 踊る!さんま御殿!!（2008年12月9日、日本テレビ） - ゲスト出演
- 笑っていいとも!（2009年1月15日、フジテレビ） - （出たいドル!/ザ・定番ショー）
- めざましテレビ（2009年4月 - 2011年3月、フジテレビ） - 「MOTTOいまドキ!」レギュラー

### 映画
- 銀河鉄道の夜 I carry a ticket of eternity（2006年）
- 闇金ウシジマくん Part3（2016年9月22日）秘書役

### CM
- 資生堂「ザ・コラーゲン」（2009年）

### その他
- 2009年東レ水着キャンペーンガール
- 2012年サッポロビールイメージガール
- 神戸コレクション（08A/W、09S/S、09A/W、10S/S、10A/W）
- 舞台「SUMMERS LIVE 8」（2011年5月26日～29日、天王洲銀河劇場）

## 書籍

### 雑誌連載
- JJ（光文社） - 2008年冬～2010年春
- Cawaii!（主婦の友社） - 登場時期不明
- 週刊文春（文藝春秋） - 2008年12月11日号・グラビア「原色美女図鑑・キャンペーンガール2009」

### 写真集
- natural。（2009年12月、彩文館出版、撮影：木村晴）ISBN 978-4775604557

### DVD
- Natural。（2010年1月22日、video maker(VC/DAS)(D)）